# Dorożki (gromada)
Dorożki (od 31 XII 1959 Bogdanki) – dawna gromada (najmniejsza jednostka podziału terytorialnego Polskiej Rzeczypospolitej Ludowej w latach 1954–72) z siedzibą GRN w Dorożkach.
Gromady, z gromadzkimi radami narodowymi (GRN) jako organami władzy najniższego stopnia na wsi, funkcjonowały od reformy reorganizującej administrację wiejską przeprowadzonej jesienią 1954 do momentu ich zniesienia z dniem 1 stycznia 1973, tym samym wypierając organizację gminną w latach 1954–1972.
Gromadę Dorożki z siedzibą GRN w Dorożkach utworzono – jako jedną z 8759 gromad – w powiecie białostockim w woj. białostockim, na mocy uchwały nr 11/V WRN w Białymstoku z dnia 4 października 1954. W skład jednostki weszły obszary dotychczasowych gromad Dorożki, Czerewki, Tryczówka, Bogdanki, Pańki, Zaleskie i Zajączki ze zniesionej gminy Zawyki w tymże powiecie. Dla gromady ustalono 16 członków gromadzkiej rady narodowej.
Gromadę Dorożki zniesiono 31 grudnia 1959 w związku z przeniesieniem siedziby GRN z Dorożek do Bogdanek i przemianowaniem gromady na gromada Bogdanki.